# Neggio
Neggio är en ort och kommun  i distriktet Lugano i kantonen Ticino, Schweiz. Kommunen har 317 invånare (2023).